# Gregorio Fontana (Mathematiker)

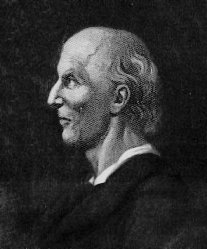
Gregorio Fontana

Gregorio Fontana (* 7. Dezember 1735 in Villa di Nogaredo bei Rovereto; † 24. August 1803 in Mailand) war ein italienischer Mathematiker.
Er war zunächst Priester und Lehrer in den Ordenshäusern zu Rom, Sinigalia und
Bologna. Ab 1763 war er Professor der Mathematik an der Universität Pavia als Nachfolger von Roger Joseph Boscovich. 1776 wurde er zum korrespondierenden Mitglied der Göttinger Akademie der Wissenschaften gewählt. Er übersetzte verschiedene Werke (u. a. von Leonhard Euler) aus dem Englischen und Deutschen ins
Italienische. Nach seiner Emeritierung um 1800 lebte er bis zu seinem Tod in Mailand.
Er gilt als Begründer der Polarkoordinaten. Nach ihm sind die sog. Fontana-Zahlen benannt. Er beschäftigte sich auch mit Astronomie und Mechanik und schrieb mehrere Bücher, u. a. über Analysis und ihre Anwendungen in der Physik (Padua 1793).
1795 wurde er in die Royal Society in London gewählt. Sein Bruder war der Physiker Felice Fontana (1730–1805).

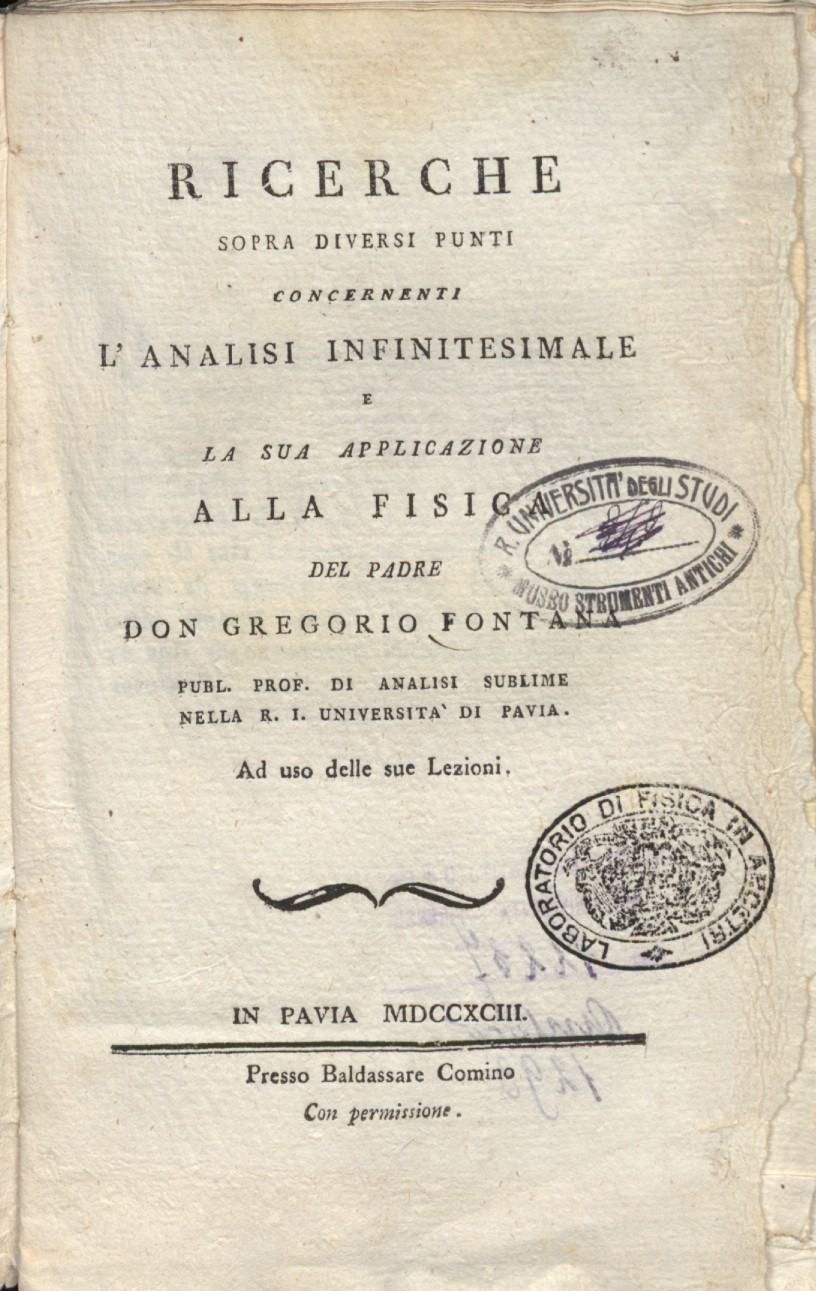
Ricerche sopra diversi punti concernenti l'analisi infinitesimale e la sua applicazione alla fisica, 1793